# Udagbedo
Udagbedo est le septième Oba (roi) de l'Empire du Bénin, régnant d'environ 1299 à 1334. Il est le deuxième fils d'Oba Oguola et succède à son frère Oba Edoni. Le règne d'Udagbedo a vu l'expansion de l'empire du Bénin vers la région peuplée par les Ga, dans la partie orientale du Ghana actuel. Son règne est marqué par une dispute avec Agbodo, un noble qui résiste à l'autorité de l'Oba et tente d'outrepasser la tradition en planifiant son enterrement dans l'enceinte du palais.

## Biographie

### Jeunesse
Udagbedo naît à Edo, la capitale du royaume du Bénin. Il est le deuxième fils d'Oba Oguola, le cinquième Oba du Bénin, et le frère d'Oba Edoni, le sixième Oba du Bénin. Après la mort de son frère Edoni, Udagbedo devient le septième Oba du Bénin, vers 1299. Il hérite d'un royaume qui possède des relations commerciales avec les États sahariens au nord et les royaumes yoruba à l'ouest.

### Vie personnelle
Udagbedo a une fille, la princesse Omorefe, mariée à Iyase, premier ministre et commandant en chef de l'armée béninoise. Il meurt vers 1334, après un règne d'environ 35 ans. Son frère, Oba Ohen, le troisième fils d'Oba Oguola, lui succède.

## Règne
Sous le règne d'Udagbedo, l'agriculture et le commerce se développent. Il encouragé les cultures de poivre, de coton et d'huile de palme. Il encourage l'exportation de produits tels que l'ivoire, le poivre, les articles en coton, la laine, le jaspe, les peaux de léopard, le savon et, plus tard, l'huile de palme.
Un événement notable durant le règne d'Udagbedo est la migration du peuple Ga depuis Edo vers Accra, vers 1300. Les Ga, initialement une sous-groupe du peuple Edo dans la partie orientale de l'Empire du Bénin, décident de quitter l'empire et d'établir leur propre royaume dans la région de l'actuelle Accra. Malgré leur migration, les Ga maintiennent leurs liens culturels et linguistiques avec le peuple Béninois .
Un autre événement concerne Agbodo, un homme qui s'oppose fréquemment à la gouvernance de l'Oba. Agbodo déclare que ses restes seront enterrés dans sa résidence à Ogbe, un secteur de la ville de Bénin généralement réservé à l'enterrement de l'Oba. Cet acte contredit une tradition établie par l'Oba Ewedo au milieu du XIIIe siècle. À l'approche de la mort, Agbodo demande à ses fils de placer son corps dans le deuxième impluvium de sa maison, accompagné d'une pierre. près sa mort, le corps commence à s'enfoncer jusqu'à ce qu'il ne soit plus visible. L'Oba envoie des messagers pour confirmer que le corps d'Agbodo n'est pas enterré chez lui, mais ils ne trouvent aucune preuve de cela. L'Oba ordonne alors une excavation du corps, entraînant la démolition de tout le bâtiment. Le site de fouille est devenu plus tard un étang, connu sous le nom d’Agbodo. Au XVe siècle, les trois fils aînés d'Oba Ozolua, Ogidogbo, Oba Esigie et Aruanran, utilisent cet étang pour tester leurs prouesses physiques. L'étang est rempli par l'Oba Akenzua II entre 1935 et 1937, et le Département des Travaux Publics du Conseil de la Division du Bénin y est construit en 1949.
En 1334, Udagbedo avait étendu la domination du Bénin à la région Ga de l'actuel Ghana. Il faisait partie des Obas qui ont contribué à établir le statut impérial du Bénin, qui a été renforcé plus tard par Oba Ewuare le Grand au XVe siècle. Certains historiens suggèrent qu'en dépit des efforts d'Oba Ewuare, le Bénin n'était pas devenu un empire d'ici 1450, et que l'expansion de l'État pour inclure des régions précédemment indépendantes indique la création d'un empire.